# Heliophila macra
Heliophila macra är en korsblommig växtart som beskrevs av Rudolf Schlechter. Heliophila macra ingår i släktet solvänner, och familjen korsblommiga växter. Inga underarter finns listade i Catalogue of Life.